# Elsa Barberis

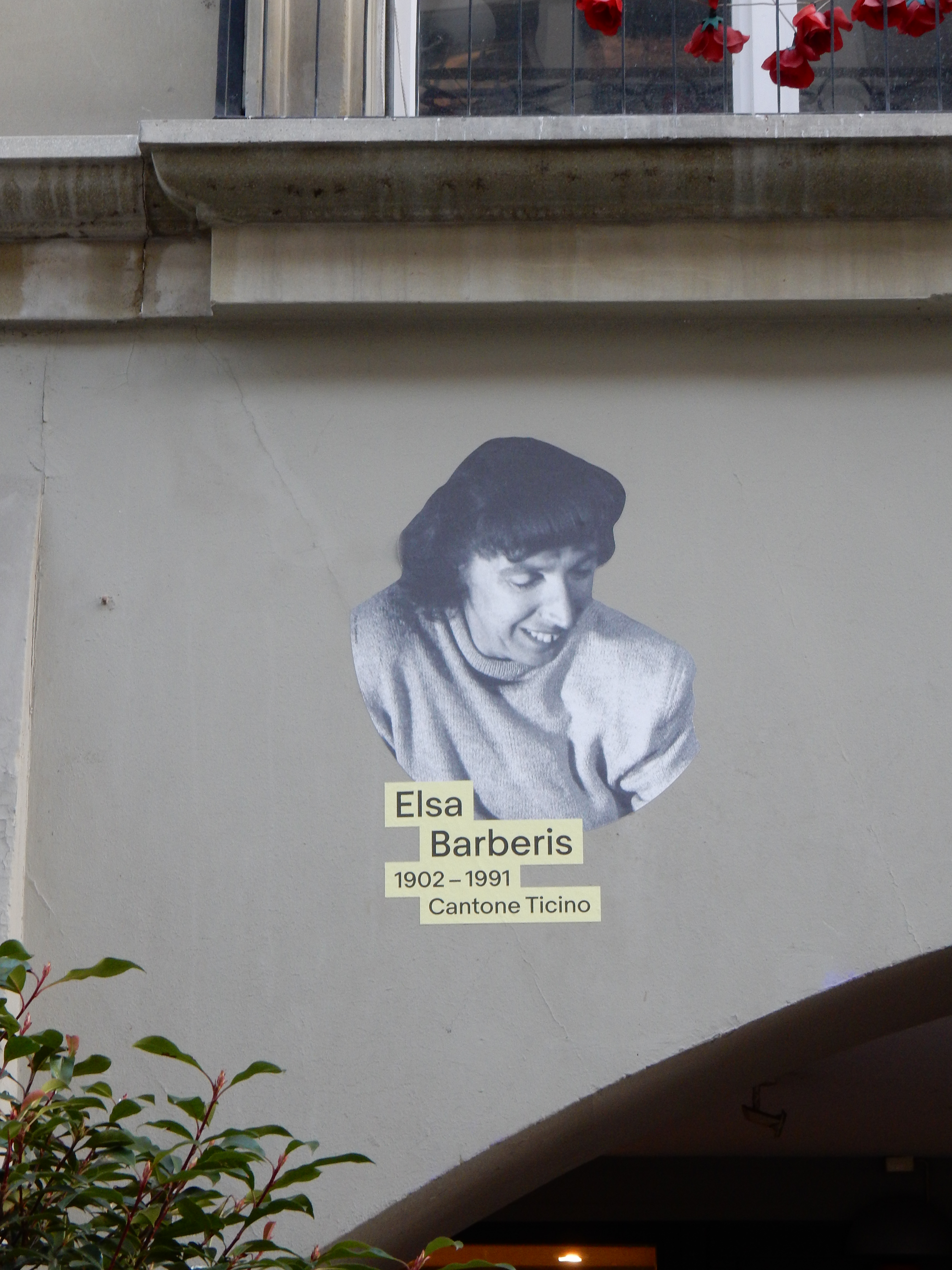
Elsa Barberis (im Rahmen des Projekts hommage2021.ch)

Elsa Barberis (* 7. Juni 1902 in Lugano; † 4. April 1991 ebenda; heimatberechtigt ebenda) war eine italienisch-schweizerische Modedesignerin und Unternehmerin.

## Leben
Elsa Barberis war die älteste Tochter des piemontesischen Fleischwarenhändlers Pietro Barberis und der Emma Vanini, die aus einer angesehenen Luganeser Konditorenfamilie stammte. 1908 erlangte sie im Zuge der Einbürgerung ihres Vaters die Schweizer Staatsbürgerschaft. Sie war ihrer Familie zeitlebens sehr verbunden und pflegte enge Beziehungen zu ihren beiden jüngeren Brüdern, dem Karikaturisten und Werbegrafiker Franco Barberis sowie dem Sportjournalisten Alberto Barberis. Ersterer arbeitete auch als Zeichner mit ihr zusammen. Sie war unverheiratet und hatte keine Kinder.
Obwohl sie bereits in jungen Jahren eine Begabung für die Schneiderei zeigte, verfügte Barberis anscheinend über keine Berufsausbildung in diesem Bereich. Sie besuchte wahrscheinlich das Istituto Sant’Anna in Lugano und eignete sich das Handwerk später als Autodidaktin an. 1935 eröffnete sie mit der «Casa di moda» ihr erstes Atelier in der Innenstadt von Lugano, das sie dank ihres unternehmerischen Geschicks in den folgenden Jahrzehnten zu einer Firma mit bis zu 30 Angestellten ausbaute. Typisch für den «Barberis-Stil» waren elegante, aber doch lockere Kleidungsstücke, die mit ihren scheinbar einfachen und groben Stoffen, den damals ungewöhnlichen Farbkombinationen, der quadratischen Formgebung sowie den bequemen Schnitten den neuen Bedürfnissen der Frauen im öffentlichen Leben entgegenkamen.
Über die Kantonsgrenzen hinaus bekannt wurde Barberis mit der Teilnahme an der zweiten Schweizer Modewoche in Zürich 1943. Bis in die 1960er Jahre blieb sie nördlich der Alpen eine gefragte Designerin, wie zahlreiche Zeitungsberichte belegen. Ihre Kollektionen zeigte sie vorwiegend in Zürich, in namhaften Hotels wie dem Baur au Lac, dem Dolder oder dem Bellerive, wo sie die Bestellungen entgegennahm; nähen liess sie die Kleider in ihrem Atelier in Lugano. In den 1940er und 1950er Jahren führte sie während der Sommermonate eine Filiale in Vulpera und lud zu Modeschauen in den Hotels Waldhaus und Schweizerhof ein, womit sie ihre Stellung auf dem Deutschschweizer Haute-Couture-Markt festigte. An der zweiten Schweizerischen Ausstellung für Frauenarbeit (SAFFA) 1958 präsentierte sie eine Reihe von Modellen, für die sie sich von landwirtschaftlichen Erzeugnissen aus dem Tessin hatte inspirieren lassen und die sie landesweit bekannt machten. Obwohl Barberis Lugano verbunden blieb, gelang es ihr, eine Marke mit nationaler und internationaler Ausstrahlung zu schaffen. Mitte der 1960er Jahre, als in den Städten die Prêt-à-porter-Boutiquen die traditionellen Haute-Couture-Schneidereien zunehmend verdrängten, schloss sie ihr Geschäft und widmete sich fortan der Inneneinrichtung und der Holzbildhauerei. Die umgängliche und unkonventionelle Designerin pflegte zahlreiche Freundschaften mit lokalen Künstlern wie etwa Felice Filippini.

## Dokumentarfilm
Claudia Quadri: Elsa Barberis. Schweiz 2023, 50 Minuten.